# 宣宁故城遗址
宣宁故城遗址，位于中华人民共和国山西省大同市新荣区堡子湾乡拒墙堡村，已列为山西省文物保护单位。

## 保护
2016年6月6日，宣宁故城遗址由山西省人民政府公布为第五批山西省文物保护单位，编号5-4。